# Pseudomertensia efornicata
Pseudomertensia efornicata là loài thực vật có hoa trong họ Mồ hôi. Loài này được (Rech. f. & Riedl) Riedl miêu tả khoa học đầu tiên năm 1967.